# 狭叶锦鸡儿
狭叶锦鸡儿（学名：Caragana stenophylla），也称母猪刺、皮溜刺，是一种豆科植物。其种加词“Stenophylla”意为“窄叶的”。这种植物广布于中中国蒙古高原的荒漠和草原地区，以及北疆的半荒漠地区。此外，主要分布于蒙古和苏联外贝加尔地区。